# Am Brunnen vor dem Tore
Am Brunnen vor dem Tore is de eerste regel van een Duits gedicht dat zowel in de vorm van een kunstlied als ook in de vorm van een volkslied bekendheid kreeg. De oorspronkelijke titel was Der Lindenbaum. De tekst is van Wilhelm Müller en maakt deel uit van een gedichtencyclus waaraan hij de titel Die Winterreise gaf.
Franz Schubert zette de complete cyclus op muziek onder de naam Winterreise en in het kader daarvan ontstond ook Der Lindenbaum als kunstlied. Friedrich Silcher maakte een bewerking van Schuberts compositie die alom bekend en populair werd. Zo werd het een volkslied. Voor deze versie raakte de beginregel Am Brunnen vor dem Tore als titel ingeburgerd.

## Müllers gedicht
Wilhelm Müller publiceerde het gedicht voor het eerst als Der Lindenbaum in de bundel Urania - Taschenbuch auf das Jahr 1823, een populair pocketboek aan het begin van de 19e eeuw. Het bevatte een paar honderd bladzijden met gedichten, verhalen en berichten. Hierin was het gedicht het vijfde van een cyclus genaamd Wanderlieder von Wilhem Müller. Die Winterreise. In 12 Liedern. Müller breidde Die Winterreise uit tot 24 gedichten en publiceerde deze uitgebreide versie in het tweede deel van zijn Sieben und siebzig Gedichte aus den hinterlassenen Papieren eines reisenden Waldhornisten (Zevenenzeventig gedichten uit de nagelaten papieren van een reizende hoornist). Der Lindenbaum is hierin ongewijzigd opgenomen. De uitgave uit 1824 werd verzorgd door Christian G. Ackermann in Dessau en werd aan Carl Maria von Weber opgedragen.

### Tekst
Am Brunnen vor dem Tore
Da steht ein Lindenbaum:
Ich träumt’ in seinem Schatten
So manchen süßen Traum.

Ich schnitt in seine Rinde
So manches liebe Wort;
Es zog in Freud und Leide
Zu ihm mich immerfort.

Ich mußt’ auch heute wandern
Vorbei in tiefer Nacht,
Da hab’ ich noch im Dunkel
Die Augen zugemacht.

Und seine Zweige rauschten,
Als riefen sie mir zu:
Komm her zu mir, Geselle,
Hier findst Du Deine Ruh’!

Die kalten Winde bliesen
Mir grad’ in’s Angesicht;
Der Hut flog mir vom Kopfe,
Ich wendete mich nicht.

Nun bin ich manche Stunde
Entfernt von jenem Ort,
Und immer hör’ ich’s rauschen:
Du fändest Ruhe dort!
Voor de poort bij de waterput
daar staat een lindeboom.
In zijn schaduw beschut
droomde ik vaak wonderschoon.

Ooit heb ik in zijn bast
menig lief woordje gekrast;
In blijdschap en in pijn
wilde ik steeds bij hem zijn.

Ook nu werd ik voortgedreven,
kwam langs in het holst van de nacht.
Zelfs in het donker heb ik toen even
mijn ogen dichtgedaan.

Ik hoorde zijn takken ruisen
als riepen ze me toe:
Kom hier bij mij, gezel,
je rust vind je hier wel.

De ijzige winden bliezen
me recht in mijn gezicht.
Mijn hoed vloog weg
Ik keek niet om,

liep uren voort
Ben nu ver van dat oord.
En nog steeds hoor ik het ruisen:
je rust vond je hier wel.

### Metriek en vorm
Het gedicht volgt nauwgezet een in Müllers tijd reeds welbekend patroon: kwatrijnen met gebroken rijm (rijmschema abcb). Een doorlopend metrum vormt de basis van de tekst; elke regel bestaat uit drie jamben. De regels eindigen afwissend op een beklemtoonde of een onbeklemtoonde lettergreep.
Dit patroon wordt in de Duitse literatuur een Volksliedstrophe genoemd. Volksliederen op hun beurt volgen in werkelijkheid geenszins een vaste vorm. Zo is bijvoorbeeld in de beroemde volksliedverzameling Des Knaben Wunderhorn een bont palet aan variabel gebruikte metra, rijmschema’s en strofevormen te vinden. De vorm van de Volksliedstrophe was desalniettemin bij de romantici zeer geliefd en reeds gevestigd als volksliedachtige, goed zingbare gedichtvorm die eenvoud suggereerde. We zien dit al in het tien jaar oudere gedicht van Eichendorff Das zerbrochene Ringlein waarmee het begin van de Lindenbaum duidelijk verwantschap vertoont. Müller past het vormschema in zijn gedicht zeer streng toe en ziet af van iedere variatie.
Bijna alle gedichten uit Die Winterreise zijn onderworpen aan een vergelijkbare structuur qua vorm en metrum. De rustige cadans van de verzen die hierdoor ontstaat blijft nagenoeg onberoerd door de duistere thema’s en stemmingen van de cyclus, zoals Rolf Vollmann constateert. Dit contrast heeft een sterk effect, Vollmann spreekt zelfs van ‘ontzetting’. Ook Erika von Borries betoogt dat de tegenstelling tussen de rustige gang van de taal en verontrustende inhoud ervan de gedichtencyclus een ‘huiveringwekkende en vervreemdende’ zeggingskracht verleent.

### Context: Die Winterreise
Der Lindenbaum vormt één etappe binnen de losjes aaneengeregen verhaallijn van Müllers gedichtencyclus. Nog voor het begin ervan ligt het stranden van een liefdesrelatie van de protagonist, een jonge man, die het lyrisch ik van de cyclus belichaamt. Het eerste lied Gute Nacht schetst de uitgangssituatie: de ik-figuur verlaat op een winternacht het ouderlijk huis van zijn geliefde en begint aan een eenzame, doelloze voettocht. De gedichten van de cyclus beschrijven de verschillende etappes ervan, waaronder bevroren rivieren, met sneeuw bedekte rotstoppen, dorpjes en kerkhoven – en natuurlijk ook de lindeboom.
Die Winterreise wordt als monodrama beschouwd maar ook als een vorm van rollenlyriek. In alle gevallen spreekt de ik-figuur met zichzelf, met de natuur dan wel met zijn hart. Sommige motieven keren herhaaldelijk terug: liefde, doodsverlangen, de tegenstelling tussen het gestolde winterlandschap en de vloeiende emoties (vooral in vorm van tranen), verzet en berusting, maar bovenal het gedreven haast dwangmatige “wandern” (voorttrekken).
In de gehele cyclus valt het gebruik van tegenoverstellingen in de taal op (hete tranen – sneeuw, verstarren – smelten, etc.), precies zoals het kenmerkend is voor een volkslied dat immers ook afziet van fijne nuances. Volgens Erika von Borries slaagt Müller er op die manier in om actuele ervaringen van zijn tijd te vertolken terwijl hij ze in oude vormen inbedt die een naïef vertrouwd gevoel geven. De grondthema’s uit Der Lindenbaum, droom en rust, verschijnen meerdere keren in de cyclus met telkens een andere betekenis. Met deze meerduidigheid wil de poëet volgens von Borries een onbetrouwbaar geworden wereld symboliseren.
Volgens Achim Goeres is de cyclus en het begrip winter op te vatten als metafoor voor de restauratiepolitiek na het Congres van Wenen (zie ook: Deutschland. Ein Wintermärchen van Heine). Evenals bij Heine staat de politieke winter tegenover de maand mei als politiek pendant (“Der Mai war mir gewogen” – mei was mij welgezind). De politieke dimensie van de Winterreise wordt door Harry Goldschmidt als volgt beschreven:
In haar onovertroffen eenheid van woord en muziek is Die Winterreise een van de, zo niet dé schokkendste artistieke getuigenis van de onvrijheid, die Heine als ware oorzaak voor de romantische ironie en Weltschmerz kenmerkte. […] De ware reden dat [de protagonist] verdreven werd en niet eens in de “unbarmherzige Schenke”, de koele herberg des doods, rust kan vinden en ten slotte tot metgezel van de bedelaar en orgeldraaier wordt, dat is de loodzware last van het bovenpersoonlijke, algemene lot.”
Müllers tekst van Die Winterreise verscheen in het literatuurtijdschrift Urania dat – uitgerekend naar aanleiding van een tekst van Müller – in 1822 verboden werd. Hoewel Schubert zelf niet politiek actief was onderhield hij wel nauwe contacten met de intellectuele oppositie.
Vaak heeft men getracht om de gedichten van Die Winterreise in groepen in te delen. Zo gaat Norbert Michels uit van groepen van telkens vier gedichten (hier: Der Lindenbaum, Wasserflut, Auf dem Flusse en Rückblick). Hierbij zou volgens hem het eerste gedicht van een groep steeds een vernieuwing, een andere psychische gesteldheid dan wel ontluikende nieuwe hoop van de reiziger inluiden.

### Structuur
Het tijdsverloop in het gedicht in aanmerking genomen komen er duidelijk drie delen naar voren: de twee eerste kwatrijnen zijn voor een deel tijdloos of hebben betrekking op een ver verleden. Pas in het derde kwatrijn ontstaat er een verband met de handeling van de cyclus: de ik-figuur spreekt nu over een gebeurtenis in het nabije verleden. Hij is namelijk “vandaag” langs de lindeboom gekomen. Het zesde kwatrijn is een terugblik van de ik-figuur, verteld in de tegenwoordige tijd (“nu”).

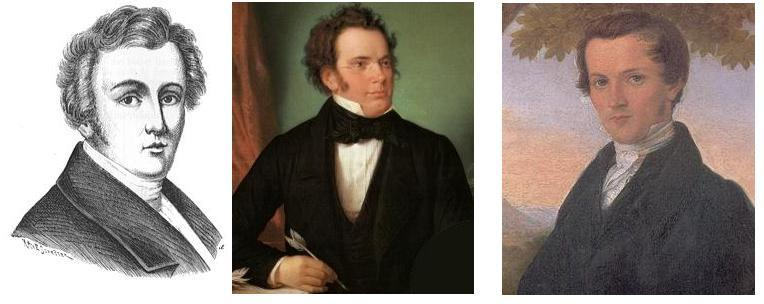
Wilhelm Müller, Franz Schubert, en Friedrich Silcher (van links naar rechts)

De eerste twee kwatrijnen beschrijven met waterput, poort en lindeboom de klassieke componenten van een lieflijk oord, een zogenaamde ‘locus amoenus’. Hierop volgt een reeks van nogal conventionele beelden (wonderschone droom, lief woord), die aan het clichématige grenzen en een vergane gelukkige tijd op deze plek oproepen. En het is juist dit deel van het lied dat zo geliefd is op prenten en ansichten. Vergeleken met de andere natuurbeelden uit Die Winterreise, die vooral door rotsen, sneeuw en ijs bepaald worden, komt het ensemble van lindeboom/poort/waterput over als een idyllisch eiland.
Met het derde kwatrijn verandert niet alleen de situering in de tijd maar ook de stemming abrupt. Als contrast komt tegenover de statische idylle de rusteloze, dwangmatige beweging van het lyrisch ik te staan, een beweging die het langs de lindeboom voert. Hoewel het toch al diep in de nacht is, vermijdt de wandelaar ieder blikcontact, “hij kan of wil er niet naar kijken”.
Maar de magnetische werking, die eerder aan de boom toegeschreven werd ( “…wilde ik steeds bij hem zijn”), voltrekt zich nu via een ander zintuig, het gehoor: het ruisen van de bladerloze takken dat op de reiziger als lokroep en belofte overkomt. Christine Wittkop wijst op de donkere oe-klanken ("zu", "Ruh"), die deze belofte om verlost te worden van het verder trekken kleuren. Hiertegen steken de lichte a- en i-klinkers in het volgende kwatrijn duidelijk af (kalten, Angesicht, Winde, bliesen). Dit vijfde kwatrijn mondt uit in de eerste bewuste handeling van de ik-figuur: hij weerstaat de lokroep van de boom. Dit besluit krijgt een eigen regel terwijl de betekeniseenheden doorgaans twee regels beslaan. De ik-figuur neemt de beslissing om onbeschut (zonder hoed) verder te trekken en trotseert blootshoofds kou en geweld van de wind.
De overgang naar het zesde kwatrijn wordt opnieuw gemarkeerd door een abrupte wisseling van stemming. Nu komt de actuele situatie in het verhaal in beeld: de zich herinnerende en vertellende ik-figuur is inmiddels “manche Stunde” (uren) verwijderd van hetgeen er in de vorige drie kwatrijnen is gebeurd. Het laatste kwatrijn pakt het element van de tijdloosheid (“immer” – steeds) weer op dat ten grondslag lag aan de eerste twee kwatrijnen. Ook grijpt het terug op de woorden die de takken van lindeboom ruisen in het vierde kwatrijn, die nu echter in de irrealis staan (“fändest” – zou vinden). Deze woorden kun je opvatten als de kwintessens die vanuit de verte bezien overblijft (“jenem Ort … dort").

### Formele en inhoudelijke tekstinterpretatie
Zowel Müllers tekst als de beide muzikale versies ervan hebben ettelijke interpretaties en duidingsmodellen teweeggebracht, enerzijds op het vlak van literatuur- en muziekwetenschap met betrekking tot Müller, Schubert en Silcher, maar ook in breder perspectief op het terrein van muzieksociologie, historische wetenschap, germanistiek en psychologie.
Müllers cyclus is – afhankelijk van het gekozen gezichtspunt – voor uiteenlopende uitleg vatbaar, niet alleen waar het Müllers taalgebruik of inzet van bepaalde vormen betreft, maar ook met het oog op de betekenis in ruimere zin die hij voor ogen had – zoals individueel of algemeen menselijke aspecten of tevens politiek-historische bedoelingen. Deze verschillende mogelijkheden beïnvloeden ook de duiding van het lied Der Lindenbaum met inbegrip van zijn metaforen en formele componenten.

### Symboliek
In Müllers gedicht springen bepaalde begrippen in het oog. Aan deze begrippen werd in het leven van alledag en in de literatuur ook daarvoor al symbolische betekenis toegekend:
- De Brunnen (bron of waterput)
- De lindenboom
- Het Wandern
- De hoed

#### DeBrunnen
Het woord Brunnen was en is in de Duitse taal een ruim begrip, waaronder zowel de bron en haar vrij stromende water als ook de waterput, gegraven, van steen of als uitgebreide constructie vallen. Met de Brunnen bij de lindenboom wordt waarschijnlijk een stromende grondwaterput bedoeld zoals die in Bad Sooden-Allendorf.
Van oudsher is de Brunnen in sprookjes en literatuur een vaak voorkomend symbool met ambivalente betekenis. Hij kan tegenstrijdige elementen als leven en dodelijk gevaar voorstellen. Aan de ene kant symboliseert hij de bron van het leven, het levenswater, groei en vernieuwing (Fontein van de Eeuwige Jeugd) en is bovendien een plek voor sociale ontmoeting. Ook staat hij symbool voor liefde, huwelijksbemiddeling en huwelijk. Aan de andere kant verbeeldt hij door zijn vaak onpeilbare diepte de toegang tot verborgen, creatieve en in menig geval destructieve lagen van de ziel.

#### De lindeboom
De lindeboom bekleedt binnen de symboliek en metaforiek van bomen een speciale plek. Ten tijde van Müller was de linde in de Duitse literatuur en muziek een vaststaand motief als boom der liefde, c.q. ontmoetingsplaats der geliefden, en als symbool van een milde en weldadige natuur. Al sinds het lied Under der linden van Walther von der Vogelweide en het 16e-eeuwse volkslied Es steht ein Lind in jenem Tal is het in de overlevering bekend. De linde was ook zinnebeeld voor moederschap, vruchtbaarheid, geborgenheid, harmonie en bescherming, feest en dans. Zie hiervoor ook de duiding van Carl Gustav Jung van de linde als boom der geliefden en van de moederlijkheid. De lindeboom was echter ook een plek waar rechtspraak plaatsvond (gerechtslinde), de plaats van samenkomst voor de Germaanse ding (een volksvergadering die recht kon spreken), plaats van vonnis en terechtstelling evenals een geprefereerde plek voor zelfmoordenaars. Zo werd de linde tot een zinnebeeld voor de gemeenschap dat in Müllers tekst in scherp contrast staat tot de eenzaamheid van de wandelaar.
De linde gold tevens, evenals de eik, als typisch Duitse boom en dan in het bijzonder als boom van de Duitse romantiek. Het gehele ensemble uit de eerste twee regels van Müllers gedicht duikt rond 1800 steeds weer op als toneel van idyllische taferelen. Zo ook in Hermann und Dorothea van Goethe: de geliefden ontmoeten elkaar vlak voor het dorp waar “luisterrijke linden ze in het waardige donker van hun schaduw hullen”. Of in de Leiden des jungen Werthers (Het lijden van de jonge Werther), waar “vlak buiten het dorp een waterput is”, een plek vol sociaal leven en fantasieën over het paradijs met ernaast een herberg onder twee linden. De eerste twee kwatrijnen van Der Lindenbaum lijken een ingelijst plaatje binnen het gedicht – een tijdloos, welbekend presenteerblad der idylle. Deze linde bij de put belooft de zwerver vervolgens de verlossing van zijn omzwervingen: rust. In de context van de sombere thematiek van de Winterreise met haar talrijke doodssymbolen krijgt rust hier de connotatie van eeuwige rust, de verleiding om door zelfmoord de levensreis te beëindigen. Deze voor de hand liggende interpretatie is in de respons op het werk door de tijd heen toonaangevend gebleken. Een prominent voorbeeld is de Zauberberg (De toverberg) van Thomas Mann. De verteller geeft hier antwoord op de vraag wat voor wereld er achter het lied van de lindenboom schuilt:
„Het was de dood. ... En toch stond achter dit lieflijke product de dood …
Het mocht dan volgens zijn eigen oorspronkelijke wezen geen sympathie voor de dood maar iets zeer volks en vitaals zijn, maar de geestelijke sympathie ervoor was sympathie voor de dood – zuivere vroomheid, het eerste begin van de verstandigheid zelf, dat kon geen mens bestrijden; maar haar resultaten waren vruchten van de duisternis.”
De held uit De toverberg, Hans Castorp, en zijn lot, verdwijnt ten slotte uit het zicht in de veldslagen van de Eerste Wereldoorlog, op zijn lippen juist die passage van het lied waarin de lindeboom voor de eerste keer zijn lokroep uitspreekt, ‘alsof zijn takken ruisten en hem toeriepen’. Ook vanuit wetenschappelijke hoek werd de samenhang tussen de lindeboom als symbool in Müllers gedicht met de dood steeds weer benadrukt.
De ik-figuur voelt de magnetische kracht van het doodsverlangen, deze blijft tot in het laatste kwatrijn aan hem kleven, maar hij weerstaat de lokroep. Hij ‘kijkt niet om‘ en blijft bij zijn gedreven voorttrekken, in de regionen van sneeuw, ijs en koude wind. Op overduidelijk ironische manier heeft Heinrich Heine precies dit gegeven – het afwenden van het romantische plaatje van de linde met haar lokroep en het richten op de contemporaine winter – later nog eens verwoord:
Mondscheintrunkne Lindenblüten,

Sie ergießen ihre Düfte

Und von Nachtigallenliedern

Sind erfüllet Laub und Lüfte.
...
Ach, ich will es dir, Geliebte,

Gern bekennen, ach, ich möchte,

Daß ein kalter Nordwind plötzlich

Weißes Schneegestöber brächte;
Und daß wir, mit Pelz bedecket

Und im buntgeschmückten Schlitten,

Schellenklingelnd, peitschenknallend,

Über Fluß und Fluren glitten.
Maanlichtdronken lindebloesems

Geven gul hun geuren prijs,

Loof en lucht vol nachtegalen

Kwinkelerend hunne wijs.
...
Ach, ik will het jou, geliefde,

Graag bekennen, ach, ik smacht

Naar een felle noordenwind

Die wervelend witte sneeuw plots bracht;
En dat wij met een bontmuts op

In een vrolijke arrenslede

Met getinkel en zweepgeklap

Over land en water gleden.

#### Linde en bron/put
Het karakteristieke ensemble van lindeboom en waterput is al ver voor de 19e eeuw een daadwerkelijk bestaand motief. Als ontmoetingsplek tijdens het waterhalen en voor avondlijke gesprekken of als vergaderplaats vormt het het kloppende hart van een dorp of stad.
Ook in sprookjes is de combinatie van linde en waterput een bekend gegeven. Zo lezen we in De kikkerkoning of De ijzeren Hendrik:
“Dicht bij het paleis van de koning lag een groot donker bos, en in dat bos was een waterput onder een oude linde. Als het overdag heel warm was liep het koningskind het bos in en ging aan de rand van de koele put zitten.”

#### HetWandern

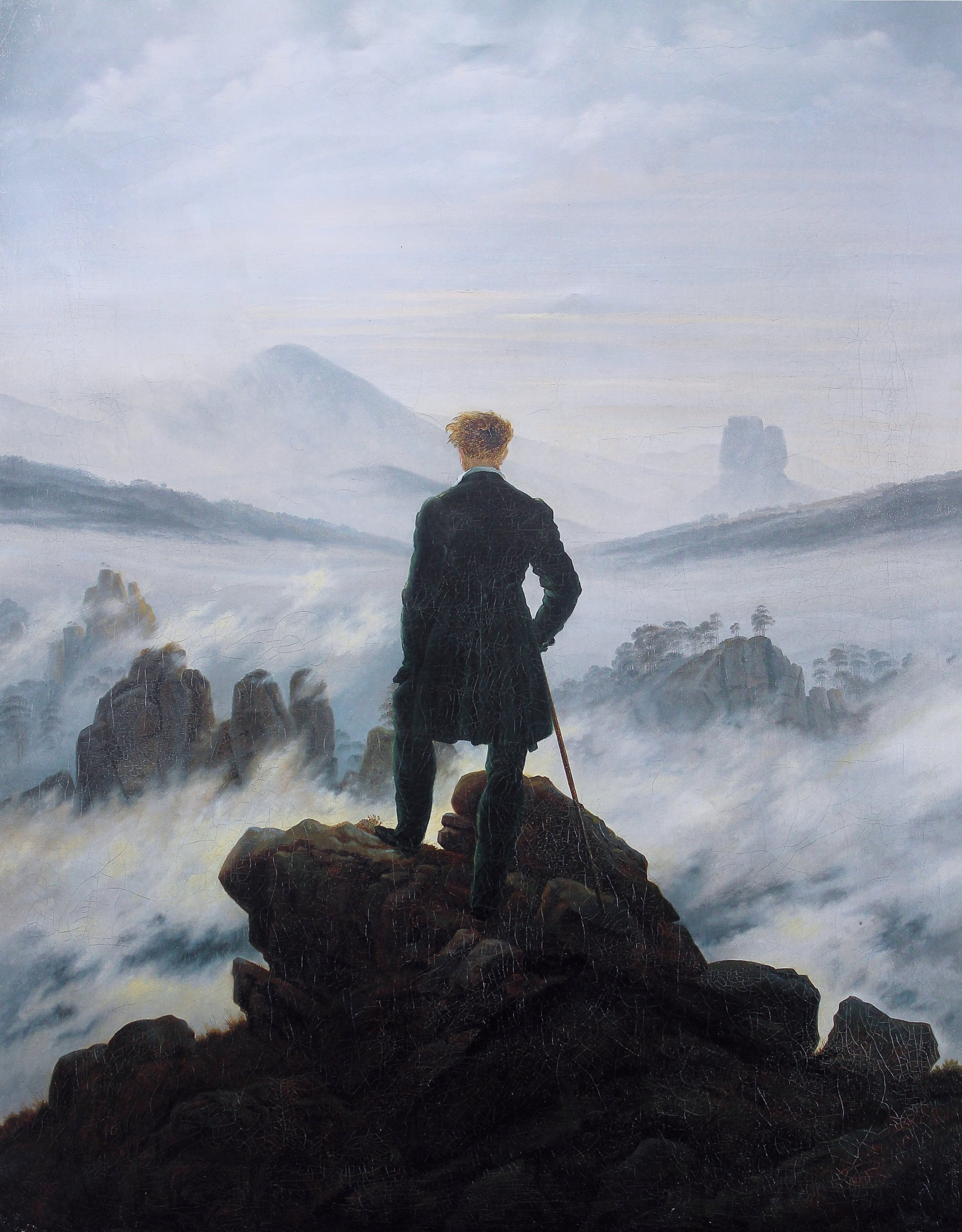
Wandern in de Duitse romantiek in beeld gebracht door Caspar David Friedrich: Der Wanderer über dem Nebelmeer (1818)

In de 19e eeuw vormde de Duitse romantiek de topos ‘Wandern’ en ‘Wanderschaft’. Het gaat hierbij om een langere trektocht te voet zonder doel of eindpunt. Het ‘Wandern’ wordt gezien als onderdeel van de bewustwording van de mens. Daarbij werd de kijk op realiteiten als het landschap en de sociale omgeving gekleurd door het schouwend oog van het eigen, innerlijke ik. Ook in het werk van Schubert komt het idee van het Wandern vaak terug, bijvoorbeeld in de ‘Wandererfantasie’ en in veel van zijn liederen. De symboliek van het ‘Wandern’ maakt het bijzondere karakter van de menselijke levensreis aanschouwelijk inclusief de onderweg dreigende gevaren van mislukking en dood. In de Winterreise wordt het ‘Wandern’ een onontkoombare dwang die ver van alle menselijke relaties in waan en dood eindigt. Met het opdoen van levenservaring en innerlijke groei zoals bij de rondtrekkende handwerksgezel heeft de Schubertiaanse ‘Wanderer’ weinig gemeen.

#### De hoed
De hoed kan als psychologisch statussymbool beschouwd worden. Hij symboliseert de macht van de drager en is tevens een insigne dat hem bescherming verleent. Het verlies van de hoed kan een aanwijzing zijn voor het verlies van de machtspositie in de maatschappij. Deze symboliek vinden we ook terug in een beroemd gedicht van de poëet Jakob van Hoddis met de suggestieve titel ‘Weltende’ (1911). De openingsregel, waarin ‘een windvlaag de hoed van het hoofd van een burgerman blaast’, vertoont grote overeenkomst met de desbetreffende passage uit de Lindenbaum. Het verlies van de hoed in Die Winterreise bij het verlaten van de stad kun je zien als "analogie voor de burger die de burgerstand de rug toekeert". Volgens Carl Gustav Jung kan het verlies van de hoed ook het ‘verlies van de eigen schaduw’ symboliseren. Het dragen van een zogenaamde Heckerhut betekende ook na de napoleontische oorlogen een adhesiebetuiging tot een burgerlijk-democratische instelling die toentertijd revolutionair was.

## Schuberts lied

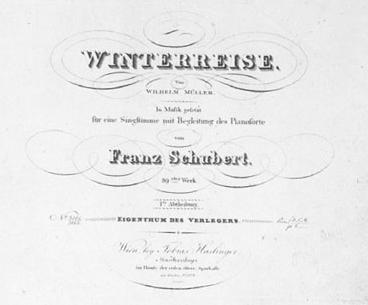
Titelblad van de eerste uitgave van het eerste deel van de Winterreise (januari 1828)

De liedkunst van Schubert heeft invloeden ondergaan van de Erste Berliner Liederschule en van de Zuid-Duitse school (Zwaben) evenals van bepaalde grote voorbeelden als Beethoven (Adelaide, An die ferne Geliebte), Haydn (Englische Kanzonetten) en Mozart (Veilchen). Maar Schuberts emancipatie van het begeleidende instrument was destijds een radicale vernieuwing binnen het lied. De piano kreeg zelfstandige motieven en begeleidingsvormen toebedeeld en kon overkoepelende verbanden laten horen.
Der Lindenbaum is het 5e lied uit de cyclus Winterreise (Deutsch-Verzeichnis Nr. 911-5) die Schubert voor zangstem en piano schreef.
Het lied klonk voor het eerst in Schuberts vriendenkring. Volgens een bericht van Joseph von Spaun kwam Schubert op een dag bij hem en zei: “Kom vandaag bij Schober, ik zal jullie een cyclus met huiveringwekkende liederen voorzingen.”
De cyclus die Schubert bedoelde was pas het eerste gedeelte van Winterreise dat hij begin 1827 componeerde en reeds in februari 1827 aan zijn vrienden liet horen.

### Plaats binnen het geheel van de cyclus
Schubert zette begin 1827 de eerste twaalf gedichten van Müller op muziek, zoals ze 1823 verschenen waren in het boekje Urania. Pas nadat hij in de herfst van dat jaar de volledige cyclus van Müller (die al in 1824 verschenen was ) onder ogen kreeg, componeerde hij ook de resterende twaalf liederen. Müller had echter in zijn definitieve versie de tweede serie van twaalf niet gewoon achter de eerste twaalf geplakt maar de nieuwe gedichten gedeeltelijk tussen de eerdere gevoegd. Schubert daarentegen bleef bij de oorspronkelijke volgorde van Müllers eerste uitgave. We weten niet of hij dat deed vanuit zijn scheppingsproces of vanwege zijn eigen intenties met muziek en tekst.
De veranderde positie van de Lindenbaum binnen de cyclus gaf het lied ook een andere betekenis. In Müllers volledige versie van 1824 volgt op de Lindenbaum het in eerste instantie nog hoopvolle Die Post, terwijl het bij Schubert wordt gevolgd door het vragend-resignerende Wasserflut.

## De toonzetting van Silcher
Het grote succes van het lied is echter te danken aan een bewerking van Friedrich Silcher. Op basis van Schuberts toonzetting van diens eerste strofe (de eerste twee kwatrijnen van het gedicht omvattend) schreef Silcher in 1846 Am Brunnen vor dem Tore voor vier mannenstemmen a capella. Hij koos in plaats van E–majeur (Schubert) voor de toonsoort F–majeur. Het is vooral deze versie die het lied tot ‘volkslied’ heeft gemaakt en – via de verspreiding door school- en koorliedboeken – voor zijn enorme bekendheid heeft gezorgd. Arnold Feil beschrijft hoe het lied in de oren van het publiek leeft:
“We ervaren Schuberts melodie nauwelijks als ‘wijs’ van de tekst die ook wel zonder harmonie of begeleiding kan; nee, we kennen haar als de bovenstem van een vierstemmige zetting voor mannenkoor die in zijn totaliteit het volkslied lijkt te zijn.”
Silchers bewerking verschijnt voor het eerst in deel VIII van zijn enorme verzameling volksliederen in de zetting voor vier mannenstemmen (Volkslieder, gesammelt und für vier Männerstimmen gesetzt ). Deze besloeg in totaal twaalf delen die in de periode van 1826 tot 1860 verschenen. Tegenwoordig leidt zijn bewerking een op zichzelf staand bestaan, de context van de Winterreise ontbreekt dus, evenals de titel Der Lindenbaum.
Dat Silcher zich bewust was van zijn vereenvoudigingen om gebruik als volksmuziek mogelijk te maken kunnen we uit het volgende citaat afleiden: “Naar Franz Schubert tot volksmelodie omgewerkt door F.S.”

## Vergelijking in muzikaal opzicht
Analyses die primair op de muziek gericht zijn concentreren zich meestal op de volgende vragen:
- Hoe hebben Schubert en Silcher het tekstuele concept van Müller in muziek omgezet en vorm gegeven, en misschien naar een hoger plan gevoerd, verdiept, vervlakt of uitgebreid?
- In welk opzicht verschillen de versies van Schubert en Silcher en in hoeverre zijn ze met elkaar in tegenspraak qua intentie en zeggingskracht?

### Vergelijking van de versies door Schubert en Silcher
De versies van Schubert en Silcher laten heel wat verschillen zien in formeel, melodisch, harmonisch en ritmisch opzicht. Ook de begeleiding wordt heel anders aangepakt – deels natuurlijk te wijten aan de gekozen bezetting die bij solozang en piano een andere schrijfwijze vergt dan bij een vierstemmig koor. Al deze aspecten samen resulteren in een geheel verschillende en soms diametraal tegenovergestelde muzikale interpretatie van één en dezelfde tekst.

### Verwijdering uit het verband van de cyclus
Als een enkel lied uit de overkoepelende samenhang van een cyclus wordt gelicht die door de componist als zodanig is geconcipieerd, brengt dat vrijwel onherroepelijk een vermindering of minstens een verschuiving van de muzikale ervaring en inhoudelijke interpretatie met zich mee. Onderlinge verwantschappen van motieven en toespelingen op voorafgaande of volgende delen gaan verloren evenals de relaties tussen toonsoorten en kenmerkende ritmische motieven. Clemens Kühn zegt hierover:
“ In een dergelijke cyclus staat ieder afzonderlijk lied in een bepaalde omgeving, waar het niet zonder negatief gevolg uit gelicht kan worden. […] Dat het derde en vijfde kwatrijn een andere toon aanslaan […] wordt door de steeds gelijkblijvende melodie [in de volksliedversie] niet gezien.”
Zo gaat de inbedding van de lindenboom, geschreven in majeur, in een ‘tangconstructie’ van stukken in mineur verloren als je het stuk geïsoleerd uitvoert zoals bijvoorbeeld in de versie van Silcher. (Erstarrung in c-mineur → Lindenbaum in E-majeur → Wasserflut in e-mineur)
De bijzondere positie van Der Lindenbaum markeert een kentering in de cyclus van een verstarde en bevroren wereld naar het smelten van de sneeuw (Gefrorene Tränen, Erstarrung versus Wasserflut, Auf dem Flusse). Dit effect valt weg in Silchers versie weg, evenals het sterke contrast dat optreedt door het gebruik van een uiterst gestileerd werkende volksliedvorm binnen een cyclus van kunstliederen. Ook verdwijnt het effect van het plotselinge optreden van een lied in majeur, dat volgens Peter Gülke de ‘ban van het mineur’ voor het eerst doorbreekt en zo in verhouding met het voorafgaande c-mineur als “super-majeur” haast een schok teweegbrengt.
Componist en muziekwetenschapper Hans Gál beschrijft de tegenstelling tussen de overheersend melancholieke sfeer van Die Winterreise en de enkele liederen die iets lichter en positiever overkomen zoals Der Lindenbaum, Frühlingstraum en Die Post als volgt:

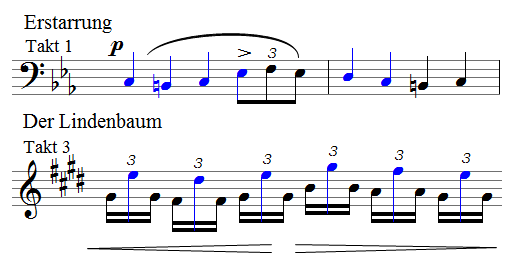
De in blauw weergegeven noten markeren de overeenkomende motieven.

“Het is een afgrond van zelfkwelling die bijna een gevoel van schaamte oproept. In de gedichten is hier en daar een ondertoon van tragische ironie niet over het hoofd te zien. Maar in de muziek wordt dit tot onverbloemde vertwijfeling. […] Wat zijn de paar lichtere episodes als Der Lindenbaum, Frühlingstraum en Die Post wijs verdeeld en wat zijn juist die momenten zo aangrijpend waarin de levenswil van de zwaarmoedige nog troost te vinden denkt!”
Heel drastisch is de door Silcher toegepaste coupure van het korte, dramatische en muzikaal geheel andersoortige middendeel uit Schuberts versie (maat 53 tot 65 – "Die kalten Winde bliesen …"). Dit werd waarschijnlijk ingegeven door de overweging dat een volkslied gemakkelijk te zingen moet zijn.
Het verlies van overkoepelende verbanden in de muziek als je een stuk uit de samenhang van zijn cyclus licht kun je juist aan de hand van Der Lindenbaum in het volgende voorbeeld heel goed waarnemen:

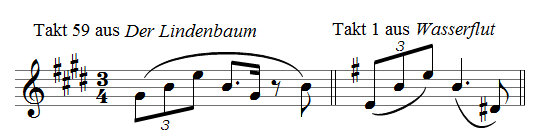
Maat 59 in Der Lindenbaum. Maat 1 van Wasserflut.

Het melodische motief in de rechterhand van de piano in Der Lindenbaum (in o.a. maat 1,3,25,27,45,47, etc.) heeft een voorloper in het lied ervoor. In de linkerhand van Erstarrung (maat 1,5,8,12, etc.) klinkt eenzelfde opeenvolging van secundes met in het midden een stijgende tertssprong. En het na Der Lindenbaum volgende Wasserflut opent met de nagalm van de triolenfiguur uit maat 59 – 66 uit Der Lindenbaum.

### Melodische verschillen

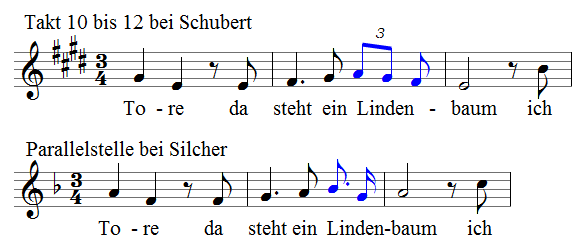
Maat 10 tot 12 in Schubert / Maat 2 en 3 in Slicher. De in blauw weergegeven noten tonen de melodische verschillen.

De melodieën van Schubert en Silcher zijn voor 90% identiek. Toch zijn juist de resterende 10% die afwijken essentieel voor het begrijpen van de twee versies qua harmonie en vorm als geheel. Die verschillen zijn steeds op cruciale momenten in het harmonisch verloop gepositioneerd.
Het eerste verschil vinden we in de overgang van de tweede naar de derde maat van de melodie (maat 11/12 bij Schubert). Na eenzelfde begin op de eerste twee kwarten nemen de melodieën elk een andere richting: Schubert schrijft een dalende triool a-gis-fis en laat die in de volgende maat nog een secunde lager eindigen op de e (op ‘Baum’). Op deze plek zien we bij Silcher een gepunteerde achtste noot bes, een tertssprong naar de zestiende noot g, en dan – in tegenstelling tot Schubert – weer een stijging naar de a. Bij de herhaling van deze regel volgt Silcher (in maat 7) echter weer het triolenpatroon van Schubert.

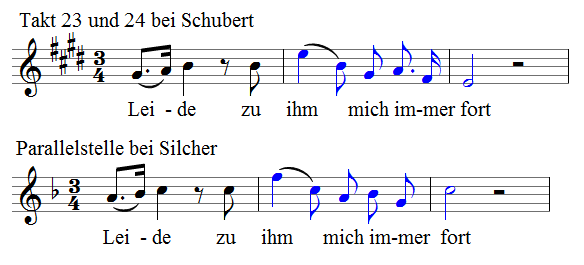
Maat 23 en 24 in Schubert / Maat 14 en 15 in Slicher. De in blauw weergegeven noten tonen de melodische en ritmische verschillen.

Nog een verschil is te zien in maat 23 (Schubert). Op de woorden ("zu ihm mich immer-fort") gebruikt Schubert de ingewikkeldere figuur van een gepunteerde achtste noot gevolgd door een zestiende. Dit wordt door Silcher vereenvoudigd tot twee achtste noten – waarschijnlijk met het oog op de uitvoerbaarheid door een amateurkoor – zoals het bij Schubert aan het eind van het lied (maat 73) ook klinkt.
Door deze ingreep zijn bij Silcher zijn de melodie en het ritme van alle strofes exact hetzelfde. Schubert past in elke strofe de muziek aan inhoud en sfeer van de tekst aan.

### Harmonische verschillen

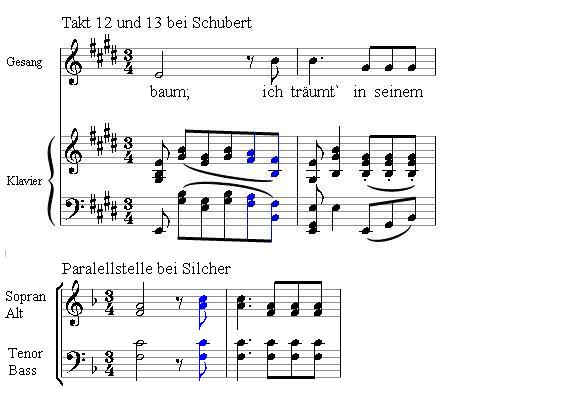
Maat 12 en 13 in Schubert / Maat 4 en 5 in Slicher. De blauw gekleurde noten geven de harmonische verschillen aan

Ook de harmonische verschillen zijn in aantal te verwaarlozen, maar ze zijn op markante punten binnen de liedvorm geplaatst en tonen daarmee de verschillende muzikale intenties van de twee componisten. Zie bijvoorbeeld de overgang van de eerste voor- naar nazin (maat 4 bij Silcher, maat 12 bij Schubert): Schubert wisselt op de derde kwart van maat 12 van tonica (E-majeur) naar dominant (B-majeur), Silcher blijft de hele maat op de tonica (hier F-majeur), waarmee ook de volgende maat, net als bij Schubert, weer begint. Daardoor heerst er in zijn versie twee maten lang de rust van de tonica, die door Schubert harmonisch – evenals ritmisch – onderbroken wordt.

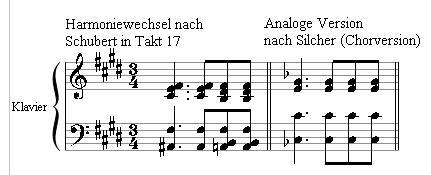
Maat 17 in Schubert / Maat 9 in Silcher / Harmonische verschillen

Terwijl Silcher de harmonische wetten voor de slotformules van voor- en nazin volgt en daarmee de klassieke norm gehoorzaamt, gaat Schubert in zijn versie onconventioneler te werk. Hij creëert op die manier een rijker geschakeerde expressie van “rust, vrijheid van spanning, willoosheid en betovering”, zoals Peter Rummenhöller het omschrijft.
Op meer plekken kunnen we de vereenvoudigingen van Silcher observeren. Zo zien we bij Schubert in maat 17 onder de gelijk blijvende toon van de melodie een harmonische progressie ontstaan, terwijl op de parallelle plek bij Silcher de hele maat (13) dezelfde harmonie blijft klinken.

### Verschillen in vorm, ritme en instrumentatie
Er bestaat een fundamenteel verschil tussen de twee versies: Silcher maakt van de zes kwatrijnen van Müllers gedicht drie strofes. In iedere strofe herhaalt hij melodie en begeleiding letterlijk, waarbij hij genoegen neemt met het materiaal uit de eerste 24 maten van Schuberts lied. Hoewel bij Schubert ook sprake is van drie strofes maakt hij een vierdelige indeling bij de tekst:
I: kwatrijn 1 en 2
II: kwatrijn 3 en 4
III: kwatrijn 5
IV: kwatrijn 6
Alle strofes laten ritmische, harmonische en dynamische verschillen zien. Kwatrijn 5 neemt de vorm aan van een contrasterend middengedeelte. Schubert schreef hiermee een gevarieerd strofelied dat door Silcher teruggebracht werd tot een eenvoudig strofelied. Harry Goldschmidt herkent in Schuberts lied zelfs een versmelting van strofelied en principes van de sonatevorm.
Overigens ontbreken bij Silcher de snelle triolenpassages in de piano die bij Schubert als voor –, tussen – en naspel fungeren.
Het tussengedeelte van Schubert op de tekst van het 5e kwatrijn is geheel anders van karakter. Het heeft melodisch weinig van doen met de rest van het lied maar sluit inhoudelijk aan bij de tekst “Die kalten Winde/ Bliesen mir grad ins Angesicht …”, waarbij Schubert teruggrijpt naar de snelle zestiendebeweging in de inleiding en deze uitwerkt.
Deel I
Hoewel de begeleiding in de eerste strofe (bestaande uit kwatrijn 1 en 2 van de tekst) overwegend overeenkomsten vertoont, zijn er op details wel verschillen te bespeuren. De begeleiding is bij beiden gebaseerd op drieklanken, soms septiemakkoorden, die ritmisch parallel met de melodie lopen. Schubert gunt de piano wat meer ritmische en harmonische zelfstandigheid dan Silcher de alt-, tenor- en basstemmen van het vermoedelijk beoogde amateurkoor. Dit verschil wordt bijvoorbeeld in maat 12 bij Schubert (maat 4 bij Silcher) zichtbaar.
Deel II
In dit deel kunnen we ook zonder enige theoretische analyse het verschil gemakkelijk horen. Bij Silcher krijgen we een letterlijke muzikale herhaling van deel I, Schubert varieert vooral in de begeleiding waarin hij een nieuw triolenmotief introduceert. Maar het opvallendste verschil is dat hij dit deel (pianovoorspel en het derde kwatrijn van de tekst) in e-mineur zet in plaats van in E-majeur zoals bij de eerste keer. Acht maten later, in maat 37, keert hij weer naar E-majeur terug. Het in deel I beschreven verleden geeft hij vorm in majeur, terwijl het heden in mineur wordt gehouden. De belofte van de boom hier rust te vinden, die je ook als een uitnodiging tot suïcide kunt zien, geeft hij juist in majeur weer.
Vanuit de context bezien oppert Clemens Kühn het idee dat Schubert de triolenbeweging wellicht invoert als symbool voor de beweging van het ‘wandern’ dat hij afzet tegen het ‘stabiele zijn’ in deel I.
Deel III

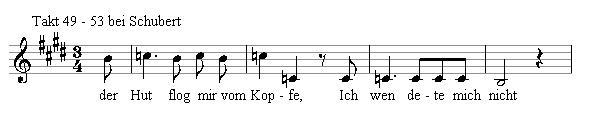
Maat 49 - 53 in Schubert / Andere melodie in het middendeel

Het ingelaste middendeel heeft Schubert niet erg liedachtig maar eerder als dramatisch recitatief geconcipieerd. Hoewel sommige intervallen herinneren aan de oorspronkelijke melodie wordt de zangmelodie voor het grootste deel gereduceerd tot declamerende toonherhalingen en veeleisende sprongen zoals de octaafsprong op het woord “Kopf”. De doorlopende hectische triolenbeweging, die gebaseerd is op het motief uit de inleiding, draagt ook bij aan deze indruk, die door de lage bastonen in de piano nog versterkt wordt. Je kunt dit deel ook opvatten als een kruising tussen variatie en doorwerking.
Deel IV
In dit laatste deel combineert Schubert elementen uit de voorgaande strofen. Hij blijft in majeur en mijdt het mineur uit het tweede deel, maar laat wel de begeleiding met het triolenfiguur daaruit terugkomen. Toch zorgt het terugkeren van dezelfde elementen niet voor eenzelfde muzikaal effect. Daarover zegt Clemens Kühne:
“Als daarna de beginmelodie terugkomt ("Nun bin ich manche Stunde") is het een ‘ander’ zingen evenals de pianopartij die de triolen geabsorbeerd heeft niet dezelfde blijft. Wat aanvankelijk – weliswaar door het oog der herinnering van een afstand bekeken – als tastbaar en levend werd bezongen, ontpopt zich meer en meer als breekbaar en onwerkelijk ("Du fändest Ruhe dort").”
In het algemeen is het een veelvoorkomend gebruik om de verschillende strofes van een lied conform de muzikale intentie in een gevarieerde versie te laten klinken. We zien dit ook bij Schumann, Brahms of Grieg.

### Kritiek op de bewerking van Silcher
Silcher heeft voor zijn bewerking van Der Lindenbaum veel harde kritiek te verduren gekregen. Men laakt de “dwaas aandoende vanzelfsprekendheid waarmee hij het lied als een schilderij uit zijn lijst lichtte en daarmee de lindeboom van zijn omgeving en context beroofde”. Zijn toonzetting wordt ook gezien als het terugbrengen van Schuberts complexe tekstduiding naar één enkele dimensie en als nivellering. Peter Rummenhöller noemt Silchers versie “gemakkelijk te begrijpen, folkloristisch en helaas ook ontegenzeglijk triviaal.” Frieder Reininghaus stelt dat Silchers versie een “kleinburgerlijke en reactionaire zondagmiddagidylle in de provincie” maakt van Schuberts lied waarin het eigenlijk om “leven en dood” gaat. Daarbij gaan ook de dubbele bodem en de ironie van Müller en Schubert geheel verloren. Elmar Bozzetti merkt aan dat de utopie van Der Lindenbaum, die door Schuberts gevarieerde vorm zichtbaar wordt, door de ongevarieerde en vereenvoudigde vorm bij Silcher een “biedermeier-schijnwerkelijkheid zonder relatie met de werkelijkheid” wordt.
Clemans Kühn is van mening dat Silchers versie door haar steeds gelijkblijvende melodie het “aanslaan van een andere toon in de tweede en derde strofe” ontkent.
Gladgestreken tot argeloze schoonheid verliest het lied volgens hem de diepte die het in zijn originele versie bezit.
Daarentegen krijgt hij wel de erkenning van Josef Müller-Blattau die benadrukt dat Silcher als het ware de ‘oer-melodie’ uit de drie gevarieerde strofes van Schubert gedestilleerd heeft.

## Respons door de geschiedenis heen
Het lied en de cyclus van Schubert hebben menig klassieke componist na hem geïnspireerd. Zo zijn Mahlers Lieder eines fahrenden Gesellen duidelijk door Winterreise beïnvloed, zowel tekstinhoudelijk als wat betreft compositorische details. Zie bijvoorbeeld de passage uit Mahlers vierde lied “Auf der Straße stand ein Lindenbaum/Da hab ich zum ersten Mal in Schlaf geruht!”.
Anton Webern maakte een instrumentatie van Winterreise.
Der Lindenbaum is veelvuldig bewerkt en als geliefd stuk in het repertoire van zangverenigingen opgenomen. Daarbij moest de ambivalente grondhouding van het stuk vaak plaats maken voor een bagatelliserende romantisering.
In het “Singspiel” Das Dreimäderlhaus over het leven van Schubert van Heinrich Berthé wordt Der Lindenbaum – voorgedragen door vriend Schober – ingezet om Schuberts geheime liefde voor het meisje Hannerl te openbaren, uiteraard zonder succes.
In de roman De toverberg van Thomas Mann krijgt Der Lindenbaum een rol als leidmotief toebedeeld. Protagonist Hans Castorp beluistert het lied vol overgave in het hoofdstuk Een en al welluidendheid, om aan het eind van het boek in De donderslag met het lied op de lippen het slagveld op te trekken. Der Lindenbaum wordt het symbool van zijn zeven zorgeloze jaren in het sanatorium Berghof. In Thomas Manns Doktor Faustus wordt het lied indirect geciteerd.
Onder de titel Am Brunnen vor dem Tore maakte Kurt Ulrich een Heimatfilm, waarin een herberg zijn naam aan de titel van het lied ontleent.
Naast componisten hebben ook letterkundigen, dramaturgen en beeldende kunstenaars zich intensief met Die Winterreise beziggehouden.
Ook modernere componisten zoals Hans Zender, Reiner Bredemeyer, Friedrich Döhl en Reinhard Febel hebben zich aan compositorische confrontaties met  Winterreise gewaagd. Hans Zender heeft het bij zijn compositie uit 1993 voor tenor en klein orkest nadrukkelijk over een “gecomponeerde interpretatie”. Hij wil een poging doen om met eigen woorden “de intenties van Schubert die zijn overwoekerd door de receptiegeschiedenis, luistergewoontes en uitvoeringspraktijk in een expressievere muzikale taal van het heden te vertalen.” Friedrich Döhl daarentegen combineert de tekst van Müller met teksten van Georg Trakl en eigen socialistische overtuigingen.

## Bewerkingen en opnames
Schuberts Lindenbaum is veelvuldig door bijna alle bekende zangers van de 20e eeuw uitgevoerd en opgenomen. Alle stemregisters van sopraan tot bas zijn hierbij vertegenwoordigd. Enkele namen zijn: Hans Hotter, Lotte Lehmann, Peter Anders, Dietrich Fischer-Dieskau, Hermann Prey, Theo Adam, Peter Schreier, Ernst Haefliger, Olaf Bär, Brigitte Fassaender, René Kollo en Thomas Hampson. Vaak werden zij begeleid door wereldberoemde pianisten als Gerald Moore, Jörg Demus, Svatoslav Richter, Murray Perrahia, Daniel Barenboim, Alfred Brendel, Wolfgang Sawallisch of András Schiff.
Behalve de versie van Silcher zijn er nog meer koorbewerkingen bijvoorbeeld van Conradin Kreutzer, Ludwig Erk, Peter Hammersteen en Josef Böck. Verder bestaan er ook transcripties voor driestemmig koor zoals die van Stinia Zijderlaan voor twee sopraanstemmen en een alt.
Er zijn bovendien veel min of meer bekende bewerkingen van het lied voor diverse instrumenten gemaakt. Franz Liszt schreef een bewerking voor piano die veel tot de popularisering van het lied en de gehele cyclus heeft bijgedragen. Gustav Lazarus bracht een Schubert-Liszt-album uit waarin de technisch bijzonder veeleisende transcriptie van Liszt vereenvoudigd wordt.
Verder bestaan er ontelbare opnames in andere instrumentale bezettingen. Daarin wordt de zangstem door viool, altviool cello, trombone, clarinet of fagot gespeeld met een begeleiding van bijvoorbeeld strijkorkest, pianotrio (Emmy Bettendorf 1927) of gitaar.

## Commercialisering en popcultuur
Ook in het populair-klassieke segment zijn er verschillende nogal vrije transcripties te vinden zoals die van Helmut Lotti met orkestbegeleiding of die van Nana Mouskouri met piano en versterking door een instrumentaal ensemble. Ook Herman van Veen en Mireille Mathieu hebben zich aan het lied gewaagd.
Politieke liedjesmakers als Franz Josef Degenhardt, Konstantin Wecker en Achim Reichel namen het lied eveneens onder handen.
Wat er tegenwoordig van de versies van Schubert en Silcher zoal gemaakt wordt kun je bevroeden als je het volgende citaat uit een reclamepamflet ven een harmonieorkest leest:
“Een klankbelevenis van heel bijzondere aard was ook Schuberts Lindenbaum, die door de musici geheel nieuw ingekleed werd. Of dat nu in de kenmerkende ‘happy sound’ van James Last of in de koper-gedomineerde Engelse stijl of humoristisch à la Spike Jones met gefluit en geknal was, in Der Lindenbaum gaven de musici proeven van hun briljante techniek.”
Er is zelfs een Duitse aflevering van The Simpsons waarin Bart Simpson zijn versie van de Lindenbaum rapt als hij in de schoolbus een liedje moet zingen.
“Am Brunnen vor dem großen Tor, uff, da steht so ein affengeiler Lindenbaum oh yea, ich träumte in seinem Schatten, so manchen süßen Traum, so manchen süßen Traum unter diesem affengeilen Lindenbaum, oh yea, oh yea.”
In de Duitse kinderfilm film 1½ Ritter – Auf der Suche nach der hinreißenden Herzelinde zingen de prinses en de hofdames het lied in de zangles.
Het stadje Bad Sooden-Allendorf in Noord-Hessen laat zich erop voorstaan dat Müller het gedicht aldaar bij de ‘Zimmerbrunnen’, waar een oude linde stond, geschreven zou hebben. Daar is ook een herdenkingsplaat met de tekst te zien. Maar niets wijst erop dat Müller ooit op die plek geweest is. De herberg ‘Höldrichsmühle’ bij Wenen wil ons graag doen geloven dat Schuberts lied daar ontstaan zou zijn, maar ook daarvoor zijn geen aanwijzingen.